# Mikel Labaka
Mikel Labaka Zurriarain (* 10. August 1980 in Azpeitia, Baskenland) ist ein ehemaliger spanischer Fußballspieler, der die meiste seiner aktiven Zeit bei Real Sociedad spielte.

## Spielerkarriere

### Anfänge und Leihspieler
Mikel Labaka startete seine Karriere als Fußballer in seiner baskischen Heimat beim CD Lagun Onak, bei dem er 1996/97 auch in der Herrenmannschaft mit Spielbetrieb in der viertklassigen spanischen Tercera División debütierte. Daraufhin ging es zum baskischen Traditionsklub Real Sociedad. Nachdem er kurze Zeit in der Jugend von Real Sociedad gespielt hatte, stand er zwischen 1999 und 2002 im Kader des B-Teams der Basken. Anschließend wurde er in die erste Mannschaft befördert, jedoch in der Saison 2002/03 erst einmal an den Drittligisten Real Unión Irún verliehen, wo er sofort einen Stammplatz hatte. Auch die folgende Saison verbrachte Mikel Labaka als Leihspieler. Dieses Mal wurde er an den Zweitliga-Aufsteiger Ciudad de Murcia ausgeliehen. Dort konnte er sich erstmals im Profifußball durchsetzen.

### Zeit ab 2004
Im Sommer 2004 kehrte der Abwehrspieler zurück zu den Txuri Urdin, wo er fortan regelmäßig zum Einsatz kam. In der Abstiegssaison 2006/07 allerdings kam er nur zu elf Einsätzen in der Primera División. Dennoch ging er mit seiner Mannschaft in die Segunda División. 2011 kam er nach 173 Ligaspielen und zehn -toren zu Rayo Vallecano, wo er zwei Spielzeiten lang als Ersatzspieler agierte, ehe er nach Saisonende 2012/13 seine Karriere als Aktiver beendete.